# Wang Liping (fotbollsspelare)
Wang Liping (kinesiska: 王 麗萍), född den 12 november 1973 i Baoding, Kina, är en kinesisk fotbollsspelare. Vid fotbollsturneringen under OS 1996 i Atlanta deltog hon i det kinesiska lag som tog silver.